# Pacific Coast Soccer League
De Pacific Coast Soccer League is een Amerikaanse amateurcompetitie erkend door de Amerikaanse voetbalbond en de FIFA. De competitie wordt beschouwd als de vierde klasse in de Verenigde Staten. De USL Premier Development League en National Premier Soccer League staan op een vergelijkbaar niveau.
De competitie werd in 1930 opgericht en aanvankelijk speelden er 4 teams. In 1973 fusioneerde de competitie met de Mainland Senior Soccer League en de Intercity Junior League en werd zo de British Columbia Senior Soccer League en later de Vancouver Metro Soccer League, die nog steeds bestaat.
In 1995 werd de huidige Pacific Coast Soccer League opgericht.

## Kampioenen

### Mannen
- 2009 Okanagan Challenge
- 2008 Victoria United
- 2007 Victoria United
- 2006 Whitecaps FC Reserves
- 2005 Victoria United
- 2004 Victoria United
- 2003 New Westminster Khalsa
- 2002 Victoria United
- 2001 Seattle Hibernian
- 2000 Seattle Hibernian
- 1999 Seattle Hibernian
- 1998 Okanagan Challenge
- 1997 Okanagan Challenge
- 1996 Seattle Hibernian
- 1995 Victoria United

### Vrouwen
- 2008 Victoria Stars
- 2007 Whitecaps FC Reserves
- 2006 Whitecaps FC Reserves
- 2005 Victoria Stars
- 2004 Seattle Hibernian
- 2003 Seattle Hibernian
- 2002 Seattle Hibernian
- 2001 Seattle Hibernian
- 2000 Portland Rain
- 1999 Vancouver Explorers